# Natalya Torshina
Natalya Torshina épouse Alimzhanova (née le 4 octobre 1968) est une athlète kazakhe spécialiste du 400 mètres haies. 

## Carrière

### Palmarès
| Année | Compétition             | Lieu      | Résultat | Épreuve     | Performance   |
| ----- | ----------------------- | --------- | -------- | ----------- | ------------- |
| 1993  | Championnats du monde   | Stuttgart | 8e       | 400 m haies | 55 s 78       |
| 1993  | Championnats d’Asie     | Manille   | 1re      | 400 m haies | 56 s 70       |
| 1994  | Jeux asiatiques         | Hiroshima | 3e       | 400 m haies | 55 s 81       |
| 1995  | Championnats du monde   | Göteborg  | 8e       | 400 m haies | 56 s 75       |
| 1995  | Championnats d’Asie     | Djakarta  | 3e       | 400 m haies | 58 s 88       |
| 1997  | Jeux de l’Asie de l’Est | Busan     | 1re      | 400 m haies | 55 s 90       |
| 1998  | Championnats d’Asie     | Fukuoka   | 2e       | 400 m haies | 56 s 34       |
| 1998  | Jeux asiatiques         | Bangkok   | 1re      | 400 m haies | 55 s 33       |
| 2002  | Championnats d’Asie     | Colombo   | 1re      | 400 m haies | 55 s 81       |
| 2002  | Jeux asiatiques         | Busan     | 1re      | 400 m haies | 56 s 13       |
| 2002  | Jeux asiatiques         | Busan     | 2e       | 4 x 400 m   | 3 min 31 s 72 |
| 2003  | Championnats d’Asie     | Manille   | 2e       | 400 m haies | 55 s 88       |
| 2003  | Jeux afro-asiatiques    | Hyderabad | 1re      | 400 m haies | 55 s 81       |
| 2005  | Championnats d’Asie     | Incheon   | 2e       | 4 x 400 m   | 3 min 32 s 61 |

### Records
| Épreuve          | Performance | Lieu                       | Date          |
| ---------------- | ----------- | -------------------------- | ------------- |
| 400 mètres       | 53 s 09     | Almaty                     | 1er juin 2002 |
| 400 mètres haies | 54 s 50     | Vila Real de Santo António | 27 mai 2000   |